# Sinh lý học lâm sàng
Sinh lý học lâm sàng là cả một ngành học trong các ngành khoa học y tế và lâm sàng chuyên khoa cho các bác sĩ trong các hệ thống chăm sóc sức khỏe của Thụy Điển, Đan Mạch  và Phần Lan. Sinh lý học lâm sàng cũng có thể được định nghĩa rộng hơn là ứng dụng kiến thức về sinh lý con người cho bệnh nhân trong môi trường chăm sóc sức khỏe.  Là một chuyên khoa cho các bác sĩ y khoa, sinh lý học lâm sàng là một chuyên khoa chẩn đoán mà bệnh nhân được yêu cầu phải trải qua các xét nghiệm chuyên biệt về chức năng của tim, mạch máu, phổi, thận và đường tiêu hóa và các cơ quan khác. Các phương pháp kiểm tra bao gồm đánh giá hoạt động điện (ví dụ điện tâm đồ của tim), huyết áp (ví dụ chỉ số áp lực mắt cá chân) và lưu lượng không khí (ví dụ kiểm tra chức năng phổi bằng phương pháp đo phế dung). Ngoài ra, các nhà sinh lý học lâm sàng đo các chuyển động, vận tốc và quá trình trao đổi chất thông qua các kỹ thuật hình ảnh như siêu âm, siêu âm tim, chụp cộng hưởng từ (MRI), chụp cắt lớp bằng tia X (CT) và máy quét y học hạt nhân (ví dụ như chụp cắt lớp phát xạ photon (SPECT) và chụp cắt lớp phát xạ positron (PET) có và không có CT).

## Vai trò
Sinh lý học con người là nghiên cứu về các chức năng cơ thể. Kiểm tra sinh lý lâm sàng thường bao gồm đánh giá các chức năng như trái ngược với đánh giá cấu trúc và giải phẫu. Chuyên khoa này bao gồm sự phát triển của các xét nghiệm sinh lý mới trong chẩn đoán y khoa, trong khi một số khoa Sinh lý học lâm sàng thực hiện các xét nghiệm từ các chuyên ngành y học liên quan bao gồm y học hạt nhân, sinh lý thần kinh lâm sàng và X quang. Trong các hệ thống chăm sóc sức khỏe của các quốc gia thiếu chuyên khoa này, các xét nghiệm được thực hiện trong sinh lý học lâm sàng thường được tcác chuyên khoa nội tạng khác nhau trong nội khoa, như các chuyên khoa tim mạch, phổi, thận, và các chuyên khoa khác hực hiện.